# Caroline Bird
Caroline Bird Mahoney, född 15 april 1915 i New York, död 11 januari 2011 i Nashville, Tennessee, var en amerikansk feminist och författare.
Bird var sedan 1975 verksam inom inom kvinnorörelsen och skrev de officiella berättelsernas över det av Förenta  Nationerna proklamerade Internationella kvinnoåret 1975 och över National Women's Conference i Houston 1977. Av hennes böcker kan nämnas Born Female (1970), Everything a Woman Needs to Know get Paid What She's Worth (1973), Enterprising Women (1976 och What Women Want (1979).